# Belesz
Belesz (szlovákul Blesovce) község Szlovákiában, a Nyitrai kerület Nagytapolcsányi járásában.

## Fekvése
Nagytapolcsánytól 13 km-re nyugatra található.

## Története
Területén az ember már az újkőkorszakban is megtelepedett. A régészek a vonaldíszes kultúra maradványait tárták itt fel.
Beleszt 1246-ban "terra nobilum de Beles" néven említik először. 1317-ben "Belhwzth", 1399-ben "Belhozth" alakban szerepel. 1390-ben a nagytapolcsányi uradalom része. A 16. századtól a Berényi és más nemes családok birtokolták. 1715-ben szőlőskertje és 16 háztartása volt. 1751-ben 25 család élt a településen. 1787-ben 33 házában 194 lakosa élt. 1828-ban 31 háza és 217 lakosa volt, akik főként mezőgazdasággal foglalkoztak.
Fényes Elek szerint "Bellesz, (Blesovicz), tót falu, Nyitra vgyében, Bajnához 1/2 órányira: 152 kath., 50 evang., 12 zsidó lak. F. u. gr. Berényi, s mások. Ut. p. Nagy-Tapolcsán."
A trianoni békeszerződésig Nyitra vármegye Nagytapolcsányi járásához tartozott.

## Népessége
| Év:            | 1994. | 2004.   | 2014.    | 2024.   |
| -------------- | ----- | ------- | -------- | ------- |
| Emberek száma: | 377   | 396     | 345      | 330     |
| Eltérés:       |       | +5,03 % | -12,87 % | -4,34 % |

| Év:            | 2023. | 2024.   |
| -------------- | ----- | ------- |
| Emberek száma: | 335   | 330     |
| Eltérés:       |       | -1,49 % |

1910-ben 280, túlnyomórészt szlovák anyanyelvű lakosa volt.
2001-ben 380 lakosából 365 szlovák volt.
2011-ben 334 lakosából 316 szlovák volt.
2021-ben 346 lakosából 332 (+1) szlovák, 2 (+1) magyar, 4 (+1) egyéb és 8 ismeretlen nemzetiségű volt.

## Neves személyek
- Egy ideig itt éltek Krman Dániel (1663-1740) szuperintendens szülei.

## Nevezetességei
- Keresztelő Szent János tiszteletére szentelt római katolikus temploma a 18. században épült barokk stílusban, a 19. században empire stílusban építették át.